# 500 miles d'Indianapolis 1992

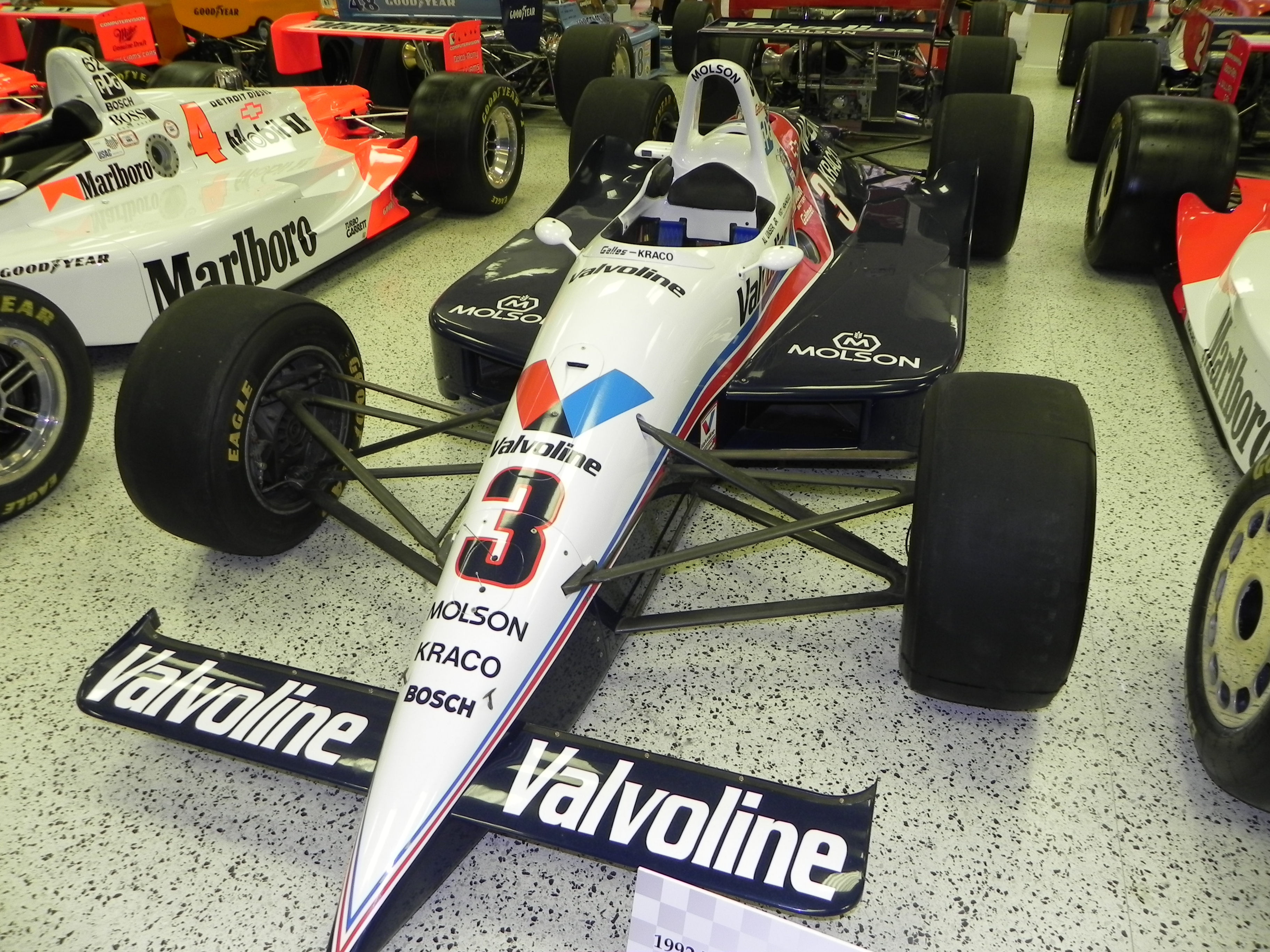
La Galmer-Chevrolet de Al Unser Jr., victorieuse de l'édition 1992 des 500 miles d'Indianapolis.

Les 500 miles d'Indianapolis 1992, organisés le 24 mai 1992 sur l'Indianapolis Motor Speedway, ont été remportés par le pilote américain Al Unser Jr. sur une Galmer-Chevrolet.

## Grille de départ
| Ligne | Intérieur        | Milieu              | Extérieur        |
| 1     | Roberto Guerrero | Eddie Cheever       | Mario Andretti   |
| 2     | Arie Luyendyk    | Gary Bettenhausen   | Michael Andretti |
| 3     | Scott Brayton    | Danny Sullivan      | Rick Mears       |
| 4     | Bobby Rahal      | Emerson Fittipaldi  | Al Unser Jr.     |
| 5     | Stan Fox         | John Andretti       | Eric Bachelart   |
| 6     | Philippe Gache   | Scott Pruett        | John Paul Jr.    |
| 7     | Paul Tracy       | Jeff Andretti       | Jim Crawford     |
| 8     | Al Unser         | A. J. Foyt          | Buddy Lazier     |
| 9     | Raul Boesel      | Brian Bonner        | Lyn St. James    |
| 10    | Jimmy Vasser     | Dominic Dobson (en) | Gordon Johncock  |
| 11    | Tom Sneva        | Ted Prappas         | Scott Goodyear   |

La pole a été réalisée par Roberto Guerrero à la moyenne de 374,142 km/h. Il s'agit également du meilleur chrono des qualifications.

## Classement final
| no | Pilote              | Voiture              | Tours | Temps/Abandon      |
| 1  | Al Unser Jr.        | Galmer-Chevrolet     | 200   |                    |
| 2  | Scott Goodyear      | Lola-Chevrolet       | 200   |                    |
| 3  | Al Unser            | Lola-Buick           | 200   |                    |
| 4  | Eddie Cheever       | Lola-Ford            | 200   |                    |
| 5  | Danny Sullivan      | Galmer-Chevrolet     | 199   |                    |
| 6  | Bobby Rahal         | Lola-Chevrolet       | 199   |                    |
| 7  | Raul Boesel         | Lola-Chevrolet       | 198   |                    |
| 8  | John Andretti       | Lola-Chevrolet       | 195   |                    |
| 9  | A. J. Foyt          | Lola-Chevrolet       | 195   |                    |
| 10 | John Paul Jr.       | Lola-Buick           | 194   |                    |
| 11 | Lyn St. James (R)   | Lola-Chevrolet       | 193   |                    |
| 12 | Dominic Dobson (en) | Lola-Chevrolet       | 193   |                    |
| 13 | Michael Andretti    | Lola-Ford            | 189   | pression d'essence |
| 14 | Buddy Lazier        | Lola-Buick           | 139   | moteur             |
| 15 | Arie Luyendyk       | Lola-Ford            | 135   | accident           |
| 16 | Ted Prappas (R)     | Lola-Chevrolet       | 135   | boite de vitesses  |
| 17 | Gary Bettenhausen   | Lola-Buick           | 112   | accident           |
| 18 | Jeff Andretti       | Lola-Chevrolet       | 109   | accident           |
| 19 | Brian Bonner (R)    | Lola-Buick           | 97    | accident           |
| 20 | Paul Tracy (R)      | Penske-Chevrolet     | 96    | moteur             |
| 21 | Jimmy Vasser (R)    | Lola-Chevrolet       | 94    | accident           |
| 22 | Scott Brayton       | Lola-Buick           | 93    | moteur             |
| 23 | Mario Andretti      | Lola-Ford            | 78    | accident           |
| 24 | Emerson Fittipaldi  | Penske-Chevrolet     | 68    | accident           |
| 25 | Jim Crawford        | Lola-Buick           | 75    | accident           |
| 26 | Rick Mears          | Penske-Chevrolet     | 74    | accident           |
| 27 | Stan Fox            | Lola-Buick           | 63    | accident           |
| 28 | Philippe Gache (R)  | Lola-Chevrolet       | 61    | accident           |
| 29 | Gordon Johncock     | Lola-Buick           | 60    | moteur             |
| 30 | Scott Pruett        | Truesports-Chevrolet | 52    | moteur             |
| 31 | Tom Sneva           | Lola-Buick           | 10    | accident           |
| 32 | Eric Bachelart (R)  | Lola-Buick           | 4     | moteur             |
| 33 | Roberto Guerrero    | Lola-Buick           | 0     | accident           |

Un (R) indique que le pilote était éligible au trophée du "Rookie of the Year" (meilleur débutant de l'année), attribué à Lyn St. James.